# Suberitidae
Suberitidae (лат.) — семейство морских губок из отряда Suberitida класса обыкновенных губок (Demospongiae). Известны как современные, так и ископаемые представители семейства.

## Роды
По состоянию на август 2023 года признаны следующие 10 родов:
- Aaptos Gray, 1867
- Caulospongia Kent, 1871
- Homaxinella Topsent, 1916
- Plicatellopsis Burton, 1932
- Protosuberites Swartschewsky, 1905
- Pseudospongosorites McCormack & Kelly, 2002
- Pseudosuberites Topsent, 1896
- Rhizaxinella Keller, 1880
- Suberites Nardo, 1833
- Terpios Duchassaing & Michelotti, 1864